# 松平頼則
松平 頼則（まつだいら よりつね、1907年5月5日 - 2001年10月25日）は、日本の作曲家、ピアニスト。

## 略歴
子爵松平頼孝の長男として東京市小石川区久堅町（現・東京都文京区小石川）に生まれる。母の治子は公爵徳大寺実則の四女。大叔父に内閣総理大臣西園寺公望がいる。
学習院初等科から暁星中学校に進む。16歳のとき生家が没落し、久堅町の邸宅を手放すことを余儀なくされ、父と別居した母に伴われ、妹とともに青山に仮寓。一高入試に失敗して2年間の浪人ののち、慶應義塾大学文学部仏文科に進む。国立音楽学校に転学したが1年ほどで慶應義塾大学に戻り、叔母の学資援助により、大学時代からピアノをチャーレス・ラウトロプに、和声学と対位法と楽式論をハインリヒ・ヴェルクマイスターに、作曲を小松耕輔に師事。慶應義塾大学在学中、1930年1月に結婚、1931年3月に長男の頼暁が誕生。のち大学は中退。この間、1930年、清瀬保二や箕作秋吉や菅原明朗や橋本國彦たちと共に新興作曲家連盟を結成する。同年、ピアニストとしてデビューする。
1946年、清瀬保二や早坂文雄や伊福部昭たちと共に新作曲派協会を結成する。上野学園大学教授、日本現代音楽協会委員長を歴任する。1972年紫綬褒章、1979年勲四等旭日小綬章を受章する。1996年、文化功労者に選ばれた。2001年糖尿病で没。享年94。
長男の松平頼暁も作曲家である。教え子に荻原利次がいる。

## 作風
南部地方の民謡を素材とした新古典主義的な作風から出発し、雅楽との出会いを経て、雅楽と西欧の前衛音楽を結びつけた独自の境地に至る。前衛的な作風に転換した時期にはすでに50歳近くになっていたが、それ以後も十二音技法からトータル・セリエリズム、不確定性の音楽などを次々と採りいれ、作風は常に進化し続けた。オリヴィエ・メシアンやピエール・ブーレーズやジョン・ケージに影響を与えるなど国際的な評価も高く、ISCM入選作品の日本人最多記録を持つ。晩年はソプラノ歌手奈良ゆみのために、モノオペラ「源氏物語」をはじめ数多くの声楽作品を作曲した。

### 雅楽の申し子と呼ばれて
南部地方の民謡に基づく新古典主義的なオーケストラ曲「パストラル」（1935年）でチェレプニン賞第2席を獲得し、デビューする。当時の作風は深井史郎から「カチカチ」と評されたが、譜面が整いすぎてアゴーギクに支障が出ることは否めなかった。そのような中でも「古今集」（1939年-1945年）で見られる和声付けの典雅さは後年の資質を感じさせる。この頃からすでに増四度音程に偏愛を見せていたが、それは晩年まで一貫する彼の作風の特徴となる。「前奏曲ニ調」（1934年）はアレクサンドル・チェレプニンの演奏で録音されている。
梶井基次郎も臨席したアンリ・ジル＝マルシェのピアノリサイタルは、当時の日本の常識を覆す近代作曲家の日本初演の連続で聴衆を驚愕させたが、このリサイタルに大きな感銘を受けたことがきっかけで、松平は驚異的なスピードで印象派以降の和声イディオムを吸収した。
ヘルベルト・フォン・カラヤンの指揮とイヴォンヌ・ロリオの独奏で再演されたピアノとオーケストラのための「盤渉調越天楽による主題と変奏」(1951年）は、越天楽の演奏で最も良く聴かれる平調ではなく盤渉調を採用しており、メロディラインがよく知られたものとは若干異なる。この曲は20世紀前半に完成された近代和声の見本市のような様相に加え、十二音技法が部分的に採用されている。一方、第5変奏ではフォックストロットやブギウギ、スウィングのリズムがそのまま用いられており、クラシック音楽と商業音楽の中継点を模索する姿勢がうかがえる。
「主題と変奏」が1952年にISCMに入選したのを皮切りに、1954年にソプラノと室内オーケストラのための「催馬楽によるメタモルフォーズ」が、1957年にオーケストラのための「フィギュール・ソノール」が、1959年にオーケストラのための「左舞」がそれぞれ入選する。この時期には十二音技法を全曲にわたって敷衍し、雅楽の調子（旋法）を十二音技法で再分析する作曲技法を開発した。ただし、雅楽の旋法分の7音に対して残りの5音はかなり自由に選ばれており、この自由選択から不確定性へも開眼したことが、さらに作風の幅を広げることとなった。オーケストラのための「右舞」、「左舞」以降は音高のみならず他のパラメータにもセリエルな操作が及ぶようになる。「桂」（1959年）では、当時はまだルチアーノ・ベリオですらも模索中だった素材音高音列の使用と十二音技法が、幾何学的に絡む装飾音に彩られた書法とマッチしている。当時の多くの作曲家がセリー技法とパルス構造との矛盾に悩む中、50年代末期の時点であっさりと打楽器奏者に淡々とパルスを託し、なお品格が損なわれることがない。

### 50歳を過ぎた音列主義者
50歳を過ぎても海外の動向を常にリアルタイムで追う松平は、ヨーロッパにおいて評価を高めてゆき、ポール・メファノ、ゴッフレド・ペトラッシ、ヴィトルト・ルトスワフスキ、ピエール・イヴ・アルトーの激賞を受けた。1963年にオーケストラのための「舞楽」が、1965年に「ピアノ協奏曲」が、1969年に2台のピアノと2人の打楽器奏者のための「ポルトレ B」が、1972年に2群のオーケストラのための「循環する楽章」が、1974年にオーケストラのための「前奏曲、間奏曲、後奏曲」（上演見送り。翌年再入選）が、1980年に2つのフルート、2つのクラリネットと4人の打楽器奏者のための「神聖な舞踊による3つの楽章のための変奏曲（振鉾三節による変奏曲）」が、1983年にソプラノと室内アンサンブルのための「唱歌」が、1984年に10楽器のための「雅楽の主題によるラプソディ」が、1991年にソプラノ、笙、フルートと箏のための「源氏物語による3つのエール」がそれぞれ入選し、国際的な評価を高めてゆく。
不確定性を採用した「蘇莫者」（1961年）はフルート独奏の古典と目され、現在も様々な名手によって再演されている。フルーティストの個性により、曲想も全く変わってしまうほど自由度の高い楽曲だが、彼は全ての選択ヴァージョンにOKを出すなど寛容であった。
かつては選択性と断片を併記する記譜法であった。それではヴァージョンの自由度があまりにも高いと判断したのか、2台のピアノと2人の打楽器奏者のための「ポルトレ B」（1967年-1968年）では、あらかじめ一つのヴァージョンを全て書き終わってから次のヴァージョンを作曲し、最終的に書き終わった全てのヴァージョンの中から選択する形をとった。これら1960年代の様々な試みの後、最終的には不確定性を破棄した。
井上二葉の演奏による放送初演で知られるピアノ組曲「美しい日本」（1970年）は、日本の俗謡から雅楽に至る諸形式をピアノ独奏で描き出すことに成功し、日本ピアノ曲史上屈指の名作との呼び声が高いがこれもLPとCDが生前発売されることがなかった。同時発音数も控えめに薄い音楽密度が保たれるが、いささかの美学の狂いもなく、完璧な書法で圧倒している。第1曲で見られるように、「素材ごとに終止線を引く」形式は、雅楽における残楽からの影響が指摘される。この年には、折に触れて作曲していた子供の為の教育用作品の難易度を上げた格好の、「日本の旋法によるピアノの為の練習曲集」（1970年）も書き上げられた。これら2作品には、硬派な前衛イディオムを用いて世界に訴える松平とはまた違った一面を覗く事が出来る。
演奏家に対して一切の妥協がないために、「ピアノ的なソルフェージュのままで作曲するために、声楽やクラリネットでこの跳躍音程は性能上不可能」、「エクリチュールに隙がなさ過ぎるために、アゴーギクに支障が出る」、「譜面に書いていないことが多すぎる」などの問題点もあったものの、一切を放置した。
前衛の時代が終わっても松平は自己様式をゆがめることなく、「ピアノ協奏曲第2番」（1979年-1980年）、「二群のオーケストラの為の循環する楽章」（1971年）、2つのフルート、2つのクラリネットと4人の打楽器奏者のための「振鉾三節による変奏曲」（1978年-1979年）などの傑作を次々と作曲した。しかし、循環する楽章は指揮者が途中で間違えてしまい、ピアノ協奏曲第二番は必ずしも聴衆から好評ではなかった。この日本人の対応を見て、松平は作品の発表をこれまで以上に海外に移した。
「雅楽の旋法による6つの即興曲」では旋法上の音を故意に強調するため、セリエル的なテクスチュアの中から民族色がほのかに浮かび上がる。松平の技法はセリー分析が1950年代から困難であったが、この時期に入るとさらに自由な音選択がされているため、聴覚上と書法上の両面において、旋法上の音名に細い装飾で異化された形状の外郭しか把握できなくなっている。「システムになっているかなっていないかの、中ぐらいのが一番いいんですよ」という彼の理想はここに確立する。

### 源氏物語との邂逅
名演奏が得られないことを苦にしていた松平は、1人のソプラノ歌手奈良ゆみと出会う。彼女は元々音程の取り方に、ずり上げ・ずり下げといった日本的慣習を伴ってどの国の作曲家の作品も唄っていたが、松平はその歌唱法を「この歌手を20年待った!」と絶賛した。1993年に完成したモノオペラ「源氏物語」（1990年 - 1993年）は、グランドオペラのように全楽器をソプラノ独唱に対峙させることはなく、原詩の内容に応じて異なった楽器編成が用意されている。例えば「心から（『朧月夜』）（1993年）はソプラノとクラリネットのために書かれている。この曲は奈良ゆみの歌唱力が遺憾なく発揮されており、一つの音に山状のポルタメントを付けることで、原詩の抑揚が表現されている。彼女の歌唱能力に応じて作風がより官能的に変化したことが、多くの聴衆を驚かせた。
かつての松平は邦楽器の使用には消極的で、笙の和音を6つのヴァイオリンで代用するなどしていたが、この時期にはふんだんに邦楽器を用い、作品は神々しさを増している。しかし、細棹三味線のように忌避した楽器は、没年まで一切用いられることはなかった。
作品世界を理解した名演奏家にも恵まれ、「源氏物語」を完成させても、彼の作風は晩年まで進化した。ポール・メファノは、どの日本人留学生に向かっても、必ず彼の活動状況を尋ねたと伝えられる。「ピアノ協奏曲第3番」（2000年-2001年）と「宇治十帖」（1998年）はその軌跡を語る上で欠かせない作品であるが、「ピアノ協奏曲第3番」は2010年にようやく初演されたものの、「宇治十帖」は未上演のままである。声の肉感性を極限まで追求した松平は、この時期からは濃厚なポルタメントも影を潜め、より起伏や展開の感じられない淡々とした音調を綴る事を好とした。ピアノ独奏のための「運動」（2000年）やフルート、ソプラノ、箏のための「三つのオルドルII」（1995年）では、高揚らしきものはほとんど感じられない。
音源と楽譜が比較的容易に入手できる後期作品としては、管弦楽のための「春鶯囀（しゅんのうてん）」（1987/1992年）とソプラノとオーケストラのための「迦陵頻（かりょうびん）」（1993-94/1996年）が挙げられる程度であり、1990年代からはほとんど新作の出版を行っていなかった。亡くなる数時間前までソプラノ、フルート、ピアノのための「迦陵頻（かりょうびん）」（2001、絶筆であり全曲は未完。最後の楽章に当たる「急の曲」は死の1週間前に完成しており、初演済）を作曲していたというほど、最期においても作曲家としての態度を一貫させた人生であった。野平一郎のための「ピアノのための運動」も一度は断ったらしいが、ほどなくして全曲が完成され無事初演されていた。

## 作品
松平は委嘱を受けなくとも自らの意志で作曲を続けたので、作品の数は非常に多い。未上演、未出版の作品も多くある。

### 歌劇
- 源氏物語（1990年-1993年）
- 宇治十帖（1998年）

### 管弦楽
- パストラル（1935年）(チェレプニン・コレクション No.8) (スコアには「パストラール」と表記されている)
- 南部民謡による主題と変奏曲（1939年。JOAKによる「国民詩曲」のひとつとして作曲）[7]
- 富士縁起
- 拾翠楽による主題と変奏
- レントとアレグロ
- 盤渉調越天楽による主題と変奏（1951年）
- フィギュール・ソノール（1956年）
- 右舞（1957年）
- 左舞（1958年）
- 3群のオーケストラのための「舞楽組曲」（1959年）
- 主題と変奏（1959年-1960年）
- シンフォニエッタ（1961年）
- 舞楽（1962年）
- ピアノと管弦楽のための三楽章（1962年）
- ダンス・サクレとダンス・フィナール（1963年）
- 長慶子
- ピアノ協奏曲（1964年）
- チェンバロ、ハープと器楽のための「室内協奏曲」（1964年）
- 前奏曲（1965年-1966年）
- 青海波による管弦楽のための音楽
- 管弦楽のために
- 2台のピアノ、2つのフルート、オーボエ、4つのクラリネット、ファゴット、2つのホルン、ハープ、5人の打楽器奏者のための「ディアローグ・コレグラフィック」（1966年）
- 2群のオーケストラのための「循環する楽章」（1971年）
- 音取、品玄、入調（プレリュード、アンテルリュード、ポストリュード）（1973年）
- 迦陵頻、破
- 品玄
- ポルトレ(C)（1977年）
- ピアノ協奏曲第2番（1979年-1980年）
- ピアノと16楽器のためのコンチェルティーノ（1988年）
- 春鶯囀（1992年）
- 青海波
- 春鶯囀II
- ピアノ協奏曲第3番（2001年）

### 吹奏楽
- 日本舞曲
- 蒙古行進曲

### 室内楽・器楽
- ピアノのための「幼年時代の思い出」（1928年-1930年）
- ピアノのための「前奏曲ニ調」（1934年）
- パストラル（1934年/管楽器、打楽器、ピアノ）
- フリュートとピアノのためのソナチネ（1930?36年）
- ピアノのための「前奏曲ト調」（1940年）
- フルートとクラリネットのためのソナチネ（1940年）
- セロとピアノのためのソナタ（1942年）
- ピアノのための「6つの田園舞曲」（1939年-1945年）
- 2台のピアノのための「コンセルタンテ」（1946年）
- ピアノのための「ソナチネ」（1948年）
- ヴァイオリンとピアノのためのソナタ（1948年）
- ピアノ・トリオ（1948年）
- フルートとピアノのための「スケルツィーノ」
- ピアノのためのソナタ（1949年）
- 弦楽四重奏 I（1949年）
- ピアノのための「平調越天楽を主題とする変奏曲」
- フルート、バスーン、ピアノのためのトリオ（1950年）
- 弦楽四重奏 II（1951年）
- 雅楽のための「メロディ」
- フルートのための「蘇莫者」（1961年）
- フルートとアンサンブルのための「セレナード」（1962年）
- 室内管弦楽のための「音取と神聖な舞踊」
- 10人の演奏者のための組曲（1963年）
- 2台のピアノと2人の打楽器奏者のための「ポルトレ(B)」（1967年-1968年）
- 17人の奏者のための「投影」（1967年-1969年）
- 17人の奏者のための「変形」（1967年-1969年）
- 日本民謡のスタイルによる「12のやさしいピアノ曲」（1968年-1969年）
- 子供のためのピアノ曲集（1969年）
- 子守唄集（日本民謡のスタイルによる12の子守唄）
- ピアノのため（日本民謡のスタイルによる16のやさしいピアノ曲）（1969年）
- わらべ唄と民謡による子供のためのピアノ曲集（1969年）
- ピアノ、またはハープのための「蘇莫者」（1970年）
- オーボエのための「蘇莫者」（1970年）
- 打楽器のための「蘇莫者」（1970年）
- ギタールのためのソナチヌ（ギター）
- わらべ唄による子供のためのピアノ曲集I・II（1970年）
- 日本の旋法によるピアノのための練習曲集（1970年）
- ピアノのための「美しい日本」（1970年）
- ピアノのための「南部民謡による作品」（1971年）
- ピアノのための「前奏曲」
- ピアノのための「6つの前奏曲」（1975年）
- 雅楽のための「協奏曲」（1975年）
- 管楽器、ピアノ、ハープ、打楽器のための「モザイク」
- ピアノとハープのための「6つのディアパソン」（1978年）
- 2つのフルート、2つのクラリネット、4人の打楽器奏者のための「神聖な舞踊による3つの楽章のための変奏曲（振鉾三節による変奏曲）」（1978年-1979年）
- フルート、オーボエ、クラリネット、ファゴット、ピアノ、2つのヴァイオリン、ヴィオラ、チェロ、コントラバスのための「10楽器のためのラプソディ」（1983年）
- 盤渉調越天楽によるピアノのための主題と変奏（1983年）
- フルートと打楽器のための「音取、品玄、入調」（1987年）
- フルート、クラリネット、打楽器、ハープ、ピアノのための「破」
- 2台のピアノのための「雅楽の旋法による6つの即興曲」（1987年）
- ピアノのための「呂旋法のための3つの即興曲」と「律旋法によるピアノのための3つの即興曲」（1987/1991年)
- フルート、クラリネット、打楽器、ハープ、ピアノのための「序」
- ピアノのための「1リート（平調）」（1988年）
- ピアノのための「2リート（黄鐘）」（1988年）
- クラリネット、マリンバ、ピアノのための「小曲」
- ピアノのための「『二星』のための前奏曲」（1990年）
- ピアノのための「『更衣』のための前奏曲」（1990年）
- 笙、フルート、箏のための「『藤壺』のためのプロローグ」
- 笙、フルート、箏のための「『紫』のためのプロローグ」
- 笙、フルート、箏のための「『明石』のためのプロローグ」
- 2つの唱歌のためのプレリュード
- 笙、アルトフルート、バスフルート、打楽器のための「品玄」
- 笙、アルトフルート、箏のための「幻」
- フルート、クラリネット、トランペット、打楽器、ピアノのための「遊声」
- チェレスタ、ヴィブラフォン、ハープ、マリンバ、ピアノのための「道行」
- ピアノのための「半音階的トッカータ」
- ピアノのための「ムーヴメント」（2000年）

### 声楽
- 声とピアノのための「南部民謡集 I」（1928年-1930年）
- 声とピアノのための「南部民謡集 II」（1938年）
- 声とピアノのための「古今集」（1939年-1945年）
- 声と器楽アンサンブルのための「日本のメロディ」
- ソプラノと19人の奏者のための「催馬楽によるメタモルフォーズ」（1953年）
- 声と器楽のための「更衣」（1954年）
- 声、フルート、チェンバロ、ハープ、ギター、打楽器のための「桂」（1959年）
- 声と11人の奏者のための「朗詠・二星」（1966年）
- 女声合唱とオーケストラのための「朗詠・嘉辰」（1969年）
- 女声合唱とオルガンのための「太陽賛歌」（1974年）
- 声と器楽アンサンブルのための「朗詠・早春」（1975年）
- 男声合唱とオーケストラのための「2つの声明」（1976年）
- ソプラノと器楽アンサンブル（ad lib）のための「唱歌」（1981年）
- ソプラノとピアノのための「朗詠・二星」（1989年）
- ソプラノとピアノのための「唱歌」
- ソプラノとピアノのための「桂」（1989年）
- ソプラノとピアノのための「催馬楽・更衣」
- ソプラノのための「奈良ゆみへのオマージュ」
- ソプラノとピアノのための「朗詠・早春」（1990年）
- ソプラノと箏のための「なおざりに」
- ソプラノとフルートのための「別れても」
- ソプラノ、笙、フルート、箏のための「源氏物語による3つのアリア」（1990年）
- 声、合唱、オーケストラのための「キリエ」
- ソプラノと2つのアルトフルートのための「源氏物語によるエレジーI. 紫」
- ソプラノと笙のための「夜がたりに」
- ソプラノと笙のための「唐人の」
- ソプラノと箏のための「明けぬ夜に」
- ソプラノとフルートのための「うらなくも」
- ソプラノとフルートのための「ちひろとも」
- ソプラノとピアノのための「七月の詩」（1991年）
- ソプラノとピアノのための「古今集」（1991年）
- ソプラノのための「オマージュ」
- ソプラノのための「朧月夜に」（1992年-1993年）
- ソプラノとクラリネットのための「心から」（1992年-1993年）
- ソプラノとピアノのための「エレジー（オリヴィエ・メシアンのために）」
- ソプラノとアルトフルートのための「木枯しの」
- ソプラノと笙のための「おおかたの」
- ソプラノとピアノのための「伊勢の海」
- ソプラノとプリペアドピアノのための「挽歌」
- ソプラノ、チェレスタ、箏（ピアノ）のための「かわらじと」
- ソプラノ、笙、フルート、箏、2打楽器のための「鳥聲」
- ソプラノとオーケストラのための「レクイエム（オリヴィエ・メシアンの思い出に）」
- 源氏物語による3つのアリア II（1992年）
- ソプラノと打楽器のための「音取、品玄、入調」（1994年）
- ソプラノ、フルート、箏のための「3つのオルドル」
- ソプラノとオーケストラのための「迦陵頻」（1993-94作曲1996年最終校正1997年初演,リヨン）
- ソプラノとオーケストラのための「時の流れのなかの2つの挿話」
- ソプラノとオーケストラのための「波のイマージュ」
- ソプラノ、フルート、アルトフルートのための「おくとみる」
- ソプラノ、フルート、箏のための「3つのオルドル II」
- ソプラノのための「3つの昔のメロディ」
- ソプラノとピアノのための「あまたりの」

### テープ音楽
- ラジオのためのプレリュード、カノン、アリア、主題と変奏（1954年）

### 映画音楽
- 桃山美術（1952年）
- 新しい米つくり（1955年）
- 銀行のはたらき（1957年）
- はだかの天才画家 山下清（1957年）
- 限りなき創造 -若さをつくる人々-（1957年）
- ミクロの世界 -結核菌を追って-（1958年）
- 桂離宮（1959年）
- 追われるガン細胞 ガン・シリーズNo.3（1961年）[注釈 12]

### テレビ番組のための音楽
- 祇園花見小路（1973年 東芝日曜劇場）

### 団体歌
- 京都外国語大学学歌

### 著書
- 『近代和声学』（音楽之友社 1955年初版/1969年新訂）

## 出版
生前は龍吟社、音楽之友社、全音楽譜出版社、リコルディ社、ツェルボーニ社、ソニック・アーツなどにわたって作品を出版していたが、最重要作すらもこれらの出版社から入手できない。松平自身がピアニストであったこともあり、ピアノ作品にはこだわりある程度は出版され、未出版の作品も演奏の機会にはかなり恵まれていた。しかし、これらの作品を商用録音で聞ける可能性は、今もなお少ない。そもそも、源氏物語全曲のCDは生前販売されなかった。
明治学院大学へ移管された日本近代音楽館と、上野学園大学短期大学部や中部日本放送には「ピアノソナタ」などの自筆譜がかなり収められている。その他の遺稿の整理は松平頼暁と平石博一が一緒に行っており、確認が取れ次第日本近代音楽館へ寄贈された。

## エピソード
- 自作のピアノパートを必ず自らの演奏で対応していたが、第二次大戦後は特別の機会がない限り、演奏活動をほぼ中断している。アンリ・ジル＝マルシェの来日の際、松平は彼に自作を献呈した。ジル＝マルシェからは好評であったらしく、「（松平氏の）前奏曲ほかはモーリス・ラヴェルの元にも持っていく[注釈 13]」と伝えられたが、当のラヴェルからの反応は残されていない。
- ピアノとオーケストラのための「盤渉調越天楽による主題と変奏」（1951年）では第5変奏にジャズのリズムを導入したことについて、初演後に早坂文雄から「松平さんの音楽を、このような方向に曲げることはならぬ」と厳しく勧告されたという。一方ピアノのための「平調越天楽による主題と変奏[13]」ではプーランクやラヴェル、果てはタンスマンの様式模倣がずらりと並び深井史郎の「パロディ的な四楽章」を彷彿とさせるものの、これには反論はなかったらしい。
- 必ず朝作曲しないと気が済まなかったらしい。そのことは「フルートとクラリネットの為のソナチネ[14]」（1940年）の出版の際「この曲のみ、夜作曲している」と断り書きを入れていることからも明らかである。
- 作品が出来上がるとすぐに公募やコンクールに投函する姿勢を、最晩年まで貫いた。このような事情のため、松平の作品は海外で評価が一旦確立してから、逆輸入の形で日本に伝えられることがほとんどであった。正規の音楽学校を出ていなかったために、録音を引き受けるレコード会社は80歳を過ぎても少なかった。また、ペトラッシとは国際作曲コンクールの第1位受賞時から特に親しくなり、彼から日本人作曲家の作品をツェルボーニ社から順次出版する約束を交わした。音楽之友社から出版された作品はカタログから除外[注釈 14]され入手不可能になったものの、ツェルボーニ社から出版された作品は除外の対象にならなかった[16]。
- 初め「左舞」（1957年）がISCMワルシャワ国際大会で公募入選した際、ルトスワフスキに「どうしてこれをコンクール枠で出さなかったのだ? 間違いなく優勝しただろうに」と絶賛された。この後、松平は同じ様式で「舞楽」（1962年）を作曲、これがISCMイタリア支部主催ローマ国際作曲コンクールの優勝曲である[17][18]。当時のISCMは現代音楽のためのコンクールと公募の稀少さのために、「コンクール枠」と「公募枠」を別々に設けていた[注釈 15]。その優勝作品は公募枠でも当選し、録音が残されている[19]。
- 1999年、NHKがドキュメントとして松平の生活を収録した番組「妻に贈る銀の調べ[20]」（ドキュメントにっぽん）が放映された。この番組は反響を呼び、再放送の問い合わせも多く来た。しかし、実際は大変に問題のある番組内容であった。晩年の「源氏物語」や「宇治十帖」などの大きな作品群について、作曲家本人や周囲の演奏家にインタビューし収録したものの、放送では一切触れず、過去の古い小品ばかりを放送して松平の作風を視聴者に大いに誤解させたこと、また聴力の衰えた作曲家とその家族のつましい日常生活を必要以上に強調して描写し、いわゆる「お涙頂戴番組」に仕立てたことなどによって、本人およびその周囲が憤慨し、NHKに対して抗議する騒ぎとなった。
- ルチアーノ・ベリオが「再作曲」を提唱してからは、自作の改訂と転用が急増した。「桂」のチェンバロパートを「短歌による二つの前奏曲」へ書き換えている。「ポルトレ」は二台ピアノパートの音符がBでも全く同じである。このほか、ピアノのための「6つの前奏曲（1975年）」を「雅楽の旋法による6つの即興曲（1987年）」に改め、最終決定稿は「呂旋法のための3つの即興曲」、「律旋法によるピアノのための3つの即興曲[21]」に改められた。